# HD112252
HD112252 — хімічно пекулярна зоря спектрального класу B9, що має видиму зоряну величину в смузі V приблизно  8,4.
Вона  розташована на відстані близько 7090,4 світлових років від Сонця.

## Пекулярний хімічний склад
Зоряна атмосфера HD112252 має підвищений вміст 
Si
.